# Gliadin
Gliadiner är en samling av fröproteiner funna i glutenprotein-komplexet i vetekärnor och fungerar som en näringskälla åt embryot vid groning. De finns i tre klasser: α/β, γ och ω, som alla är likartade. De har stora områden med repetitiva aminosyra motiv, specifika cystein motiv (med undantag från ω-gliadinerna) och att de saknar struktur/form.
Den största skillnaden jämfört med andra glutenproteiner är att de normalt inte bildar disulfidbindningar med omgivande proteiner, vilket annars är kända som naturens längsta polymerer. Som jämförelse mellan LMW-gluteninerna och α-gliadiner har de i princip samma strukturella uppbyggnad, men enbart gluteninen har normalt benägenhet att bilda polymerer. Gliadinernas ringa benägenhet att bilda polymerer eller binda till omgivande proteiner har bedömts bero på att deras cysteiner är placerade i hydrofoba sektioner i den primära strukturen. På grund av hydrofobiciteten klumpar därmed peptidkedjan ihop sig och de tillgängliga cysteinerna bildar snabbt interna disulfidbindningar vid syntesen.
Gliadiner har betydelse vid brödbakning och är kända för att påverka elasticiteten för degen.
Gliadiner spelar en viktig roll vid sjukdomen celiaki genom att specifika epitoper placerade i de repetitiva områdena i primärstrukturen utlöser en antikroppsrektion som orsakar de för celiaki karaktäristiska skadorna på tunntarmens slemhinna.
Liknande proteiner finns även i majoriteten av gräsarter som till exempel sekalin (i råg), hordein (i korn) samt avenin i havre.